# Dimos Kasos
Dimos Kasos (Kasos) är en kommun i Grekland.   Den ligger i prefekturen Nomós Dodekanísou och regionen Sydegeiska öarna, i den sydöstra delen av landet, 400 km sydost om huvudstaden Aten. Antalet invånare är 1 013. Arean är 66 kvadratkilometer. Dimos Kasos ligger på ön Nisí Kásos.
Terrängen i Dimos Kasos är kuperad åt sydost, men åt nordväst är den platt.